# Mycetophila dominica
Mycetophila dominica är en tvåvingeart som beskrevs av Charles Howard Curran 1927. Mycetophila dominica ingår i släktet Mycetophila och familjen svampmyggor.
Artens utbredningsområde är Dominica. Inga underarter finns listade i Catalogue of Life.